# 1998년 롯데 자이언츠 시즌
1998년 롯데 자이언츠 시즌은 롯데 자이언츠가 KBO 리그에 참가한 17번째 시즌이다. 김용희 감독이 6월을 끝으로 감독 자리에서 경질되면서 김명성 감독대행이 남은 시즌 동안 팀을 이끌었다. 팀은 8개 구단 중 최하위(2년 연속)에 머물렀는데 시즌 전 마무리로 낙점된 박지철이 같은 시기 오른발꿈치가 찢어져 문동환(12승 중 5구원승)이 마무리로 발탁됐지만 특급 면모를 보이지 못한데다 중요한 순간에 허리부상으로 결장한 점, 용병 브래디의 부진, 베테랑 김응국 임수혁이 부상으로 자주 결장하여 타선의 응집력을 저하시킨 것이 컸고 외환위기의 고통분담 차원에 따라 마산에서 전지훈련을 했다.(양상문은 성적 당시 50승 72패로 초라하게 기록)
한편,  전년도 마무리로 낙점됐으나 의병제대한 주형광이 빠진 4월 선발로테이션의 공백을 메꾸기 위해 선발로 보직변경한 후 이 해(1997년) 선발로만 7승을 올려 팀내 최다 선발승 투수가 된 차명주가 고질적인 손가락 습진 탓인지 선발등판(14경기)에서 1승도 올리지 못한 채 부진에 빠졌고 후반기부터 중간계투로 보직 변경했다.

## 타이틀
- KBO 골든글러브: 박정태 (2루수)
- 미스터올스타: 박정태
- 올스타 선발: 박정태 (2루수)
- 올스타전 추천선수: 주형광, 임수혁
- 완투: 주형광 (6)
- 완봉: 문동환 (5)

### 퓨처스리그
- 남부리그 출장(타자): 임근민 (59)

## 선수단
- 선발투수 : 주형광, 염종석, 김태석
- 구원투수 : 강상수, 가득염, 차명주, 이정훈, 박성기, 정인석, 임봉춘, 김상현
- 마무리투수 : 문동환, 홍의현, 김정열, 박석진, 임경완, 박지철
- 포수 : 임수혁, 배정훈, 정호진, 김진수, 강성우
- 1루수 : 마해영, 이지환
- 2루수 : 박정태, 서한규, 조규철
- 유격수 : 김민재, 박계원
- 3루수 : 공필성, 조유신
- 좌익수 : 손인호, 김영일
- 중견수 : 김대익, 손동일
- 우익수 : 조경환, 유필선, 김현민
- 지명타자 : 김응국, 브래디, 이영주, 나광호, 이동수, 문재성, 강대호, 엄정대

## 여담
- 브래디는 4월 11일 삼성 라이온즈와의 경기에 2번 타자로 선발 출전해 KBO 리그에 최초로 출전한 외국인 선수가 되었다.
- 7월 23일에 김영복과 윤민철을 웨이버 공시했다. 이는 구단 사상 첫 웨이버 공시였다.
- 이영주는 이 시즌 KBO 리그 역대 단일 시즌 현대 유니콘스 상대 최고 타율, 출루율, 장타율, OPS 기록을 세웠다.
- 김대익은 이 시즌 월요일 경기 103타수로 KBO 리그 역대 단일 시즌 월요일 경기 최다 기록을 세웠다.
- 마해영은 이 시즌 월요일 경기 11 2루타로 KBO 리그 역대 단일 시즌 월요일 경기 최다 기록을 세웠다.
- 1999 신인드래프트에서 구단 사상 마지막 고졸우선지명으로 송승준을 지명했으나 송승준은 입단을 거부하여 KBO 리그의 고졸우선지명자 중 마지막 입단 거부자가 되었으며, 롯데 자이언츠는 KBO 리그 사상 최초로 고졸우선지명 선수 전원(송승준 1명이긴 하지만 고졸우선지명을 여러 명 할 수 있던 시기에 고졸우선지명 선수 전원이 입단을 포기한 사례는 없었다.)을 입단시키지 못한 팀이 되었다. 송승준은 이후 2007년 해외파 특별 드래프트에서 다시 롯데 자이언츠의 지명을 받아 롯데 자이언츠에 입단하게 되었다.

## 같이 보기
- 1989년 롯데 자이언츠 시즌
- 1997년 롯데 자이언츠 시즌
- 2019년 롯데 자이언츠 시즌